# Bella (film)
Bella – meksykańsko-amerykański dramat z 2006 roku w reżyserii Alejandro Gomeza Monteverde.

## Opis fabuły
Mottem filmu jest: Jeśli chcesz rozbawić Boga, to opowiedz mu o swoich planach.
Zasadnicza część filmu obejmuje 24 godziny z życia głównych bohaterów. José i Nina pracują w restauracji Manny'ego. Pewnego dnia Nina nie przychodzi do pracy - dowiaduje się, że jest w ciąży. Manny jest wściekły. Postanawia ją wyrzucić. José, jego własny brat, opuszcza swoje stanowisko i pomaga Ninie. Znajduje dla niej nową pracę, zaprasza do swojego domu. Okazuje się, że José był dobrze zapowiadającym się piłkarzem. Spowodował jednak wypadek i śmierć małej dziewczynki. Pomagając Ninie i jej nienarodzonemu dziecku (tytułowa Bella) chce naprawić szkody, które spowodował.

## Przyjęcie filmu. Nagrody
Za ten obraz Alejandro Monteverde otrzymał Nagrodę Publiczności za najlepszy film na Międzynarodowym Festiwalu Filmowym w Toronto w 2006. Natomiast odtwórca głównej roli, Eduardo Verástegui, 2 marca 2010 r. odebrał Nagrodę im. Matki Teresy z Kalkuty, przyznawaną za działania w obronie życia. Po wręczeniu nagrody powiedział, że Bella zmieniła życie około 300 kobiet, które po obejrzeniu filmu zdecydowały się nie dokonywać aborcji.

## Obsada
- Sophie Nyweide jako Bella
- Eduardo Verástegui jako José
- Tammy Blanchard jako Nina
- Manny Perez jako Manny
- Ali Landry jako Celia
- Ramón Rodríguez jako Eduardo
- Ewa Da Cruz jako Veronica
- Alexa Gerasimovich jako Luchi
- Angélica Aragón jako matka José
- Sara Dawson jako Helen
- Tawny Cypress jako Frannie
- Doug DeBeech jako Pieter
- Lukas Behnken jako Johannes